# Бёниген
Бёниген (нем. Bönigen, алем. нем. Bönige) — коммуна в Швейцарии, в кантоне Берн. 
Входит в состав округа Интерлакен. Население составляет 2281 человек (на 31 декабря 2007 года). Официальный код — 0572.